# As-Sukaja
As-Sukaja (arab. الصقيعة) – wieś w Syrii, w muhafazie Idlib. W 2004 roku liczyła 599 mieszkańców.